# Эверест, Барбара
Барбара Эверест (англ. Barbara Everest, 19 июня 1890, Лондон — 9 февраля 1968[…], Лондон) — британская актриса.

## Биография
Барбара Эверест родилась в Лондоне в 1890 году В 1912 году она дебютировала на театральной сцене в постановке Харли Грэнвилл-Баркер «Наследие Войзи».. С 1916 по 1922 год Эверест снялась в нескольких британских немых фильмах, после чего десять лет не появлялась на большом экране. В 1942 году она покинула Лондон и переехала в Нью-Йорк, где в последующие годы появилась в ряде бродвейских постановок. Также она снялась в нескольких голливудских лентах, среди которых «Миссия в Москву» (1943), «Призрак оперы» (1943), «Джейн Эйр» (1943), «Незваные» (1944) и «Газовый свет» (1944). После окончания Второй мировой войны актриса вернулась в Великобританию, где продолжала карьеру в театре, кино и на телевидении вплоть до свой смерти в 1968 году в Лондоне в возрасте 77 лет.